# Tecophilaeaceae
Tecophilaeaceae je porodica biljaka jednosupnica iz reda Asparagales ili šparogolikih. Ne tako brojne vrste rastu u južnoj i tropskoj kopnenoj Africi i zapadsnim dijelovima Sjeverne (Kalifornija) i Južne Amerike (Čile).
Pripadnost ovoj porodici za Rod Cyanastrum je upitna, tako da bi joj pripadalo 8 rodova s 27 vrsta.

## Sistematika
1. Subfamilia Tecophilaeoideae Reveal
  1. Conanthera Ruiz & Pav. (sin: Cumingia Kunth.)
  2. Tecophilaea Bertero ex Colla
  3. Zephyra D.Don (sin.: Dicolus Phil.)[2]
  4. Odontostomum Baker
2. Subfamilia Wallerioideae R. Dahlgren
  1. Kabuyea Brummit
  2. Cyanastrum Oliv. (sin.: Schoenlandia Cornu. )
  3. Walleria J.Kirk (sin.: Androsyne Salisb.)
  4. Eremiolirion J.C.Manning & F.Forest
  5. Cyanella Royen ex L. (sin.: Pharetrella Salisb., Trigella Salisb.)

## Sinonimi
- Androsynaceae Salisbury
- Conantheraceae J. D. Hooker
- Cyanastraceae Engl.
- Cyanellaceae Salisbury
- Walleriaceae Takhtajan